# Radical 26
El radical 26, representado por el carácter Han 卩, es uno de los 214 radicales del diccionario de Kangxi. En mandarín estándar es llamado 卩部　(jié bù), en japonés es llamado 卩部, せつぶ　(setsubu), y en coreano 절 (jeol). Es llamado en los textos occidentales «radical “sello”».
El radical «sello» suele aparecer en algunos casos en el lado derecho de los caracteres (por ejemplo, en 印). En algunos otros casos aparece en la parte inferior del carácter, adoptando la forma variante ⺋ (por ejemplo, en 卷).

## Nombres populares
- Mandarín estándar: 單耳旁, dān ěr páng, «oreja simple a un lado».
- Coreano: 병부절부, byeongbu jeol bu «radical “jeol”-marca de soldado».
- Japonés: 節旁（ふしづくり）, fushizukuri, «sello en el lado derecho del carácter»;[1] 曲げ割符（まげわりふ）, magewarifu, «marca curvada» (cuando aparece en la variante ⺋).
- En occidente: radical «sello».

## Caracteres con el radical 26
| trazos | carácter       |
| ------ | -------------- |
| + 0    | 㔾 卩          |
| + 1    | 卪             |
| + 2    | 卫 卬          |
| + 3    | 卭 卮 卯       |
| + 4    | 印 危          |
| + 5    | 卲 即 却 卵    |
| + 6    | 卶 卷 卸 卺 巻 |
| + 7    | 卹 卻 卼 卽    |
| + 8    | 卿             |
| + 9    | 卾             |
| + 11   | 厀 厁          |

## Galería
| Estilos antiguos                                 | Estilos antiguos                  | Estilos antiguos                        | Estilos antiguos                   | Estilos antiguos                   | Estilos empleados actualmente       | Estilos empleados actualmente  | Estilos empleados actualmente    | Estilos empleados actualmente   | Estilos empleados actualmente  |
|                                                  |                                   |                                         |                                    |                                    |                                     | 卩                             |                                  |                                 |                                |
| 甲骨文 jiǎgǔwén (escritura de huesos oraculares) | 金文 jīnwén (escritura de bronce) | 简帛 jiǎnbó (escritura de bambú y seda) | 篆文 zhuànwén (escritura de sello) | 篆文 zhuànwén (escritura de sello) | 隸書 lìshū (estilo de los escribas) | 楷書 kǎishū (estilo regular)   | 楷書 kǎishū (estilo regular)     | 行書 xǐngshū (estilo corriente) | 草書 cǎoshū (estilo de hierba) |
| 甲骨文 jiǎgǔwén (escritura de huesos oraculares) | 金文 jīnwén (escritura de bronce) | 简帛 jiǎnbó (escritura de bambú y seda) | 大篆 dàzhuàn (sello grande)        | 小篆 xiǎozhuàn (sello pequeño)     | 隸書 lìshū (estilo de los escribas) | 繁體／繁体 fántǐ (tradicional) | 简体／簡體 jiǎntǐ (simplificado) | 行書 xǐngshū (estilo corriente) | 草書 cǎoshū (estilo de hierba) |